# Moeda de 1 cêntimo de euro

## Faces
As moedas de 1 cêntimo de euro têm uma face comum, que indica o valor da moeda, e uma face nacional, que mostra um desenho escolhido pelo país membro da União Europeia onde a moeda foi cunhada.

### Faces nacionais em circulação
Actualmente (2010), 16 países emitem as moedas de 1 cêntimo de euro com as caras seguintes.